# 黑姆莱本
黑姆莱本（德語：Hemleben，發音：[ˈhɛmˌleːbn̩]）是德国图林根州基夫霍伊瑟县曾经的一个市镇，面积7.33平方千米，2017年12月31日人口为225人。2019年1月1日，黑姆莱本所属的施米克山麓管理共同体解散，其与另外5个成员市镇合并为新市镇安德施米克。